# Pauliina Aalto
Pauliina Aalto (Helsinki, 25 novembre 1967) è una giocatrice di bowling finlandese.

## Palmarès
- World Games
  -  Oro, misto (1993)
- Campionato mondiale di bowling
  -  Oro, squadre (1995)
  -  Argento, misto (1995)
- Coppa del mondo di bowling
  -  Oro, squadre (1996)
  -  Oro, squadre (1998)
- Campionato europeo di bowling
  -  Oro, individuale masters (1993)
  -  Bronzo, coppie (1997)
- Coppa d'Europa di bowling
  -  Oro, squadre (1996)
  -  Oro, squadre (1998)
  -  Argento, individuale (1995)
- Campionati nordici di bowling
  -  Oro, doppio (1995)
  -  Oro, squadre (1995)
  -  Oro, individuale (1997)
  -  Oro, squadre (1997)
  -  Argento, individuale (1995)
  -  Argento, trio (1995)
  -  Argento, trio (1997)
  -  Argento, squadre (1999)
  -  Bronzo, doppio (1997)